# 駕駛

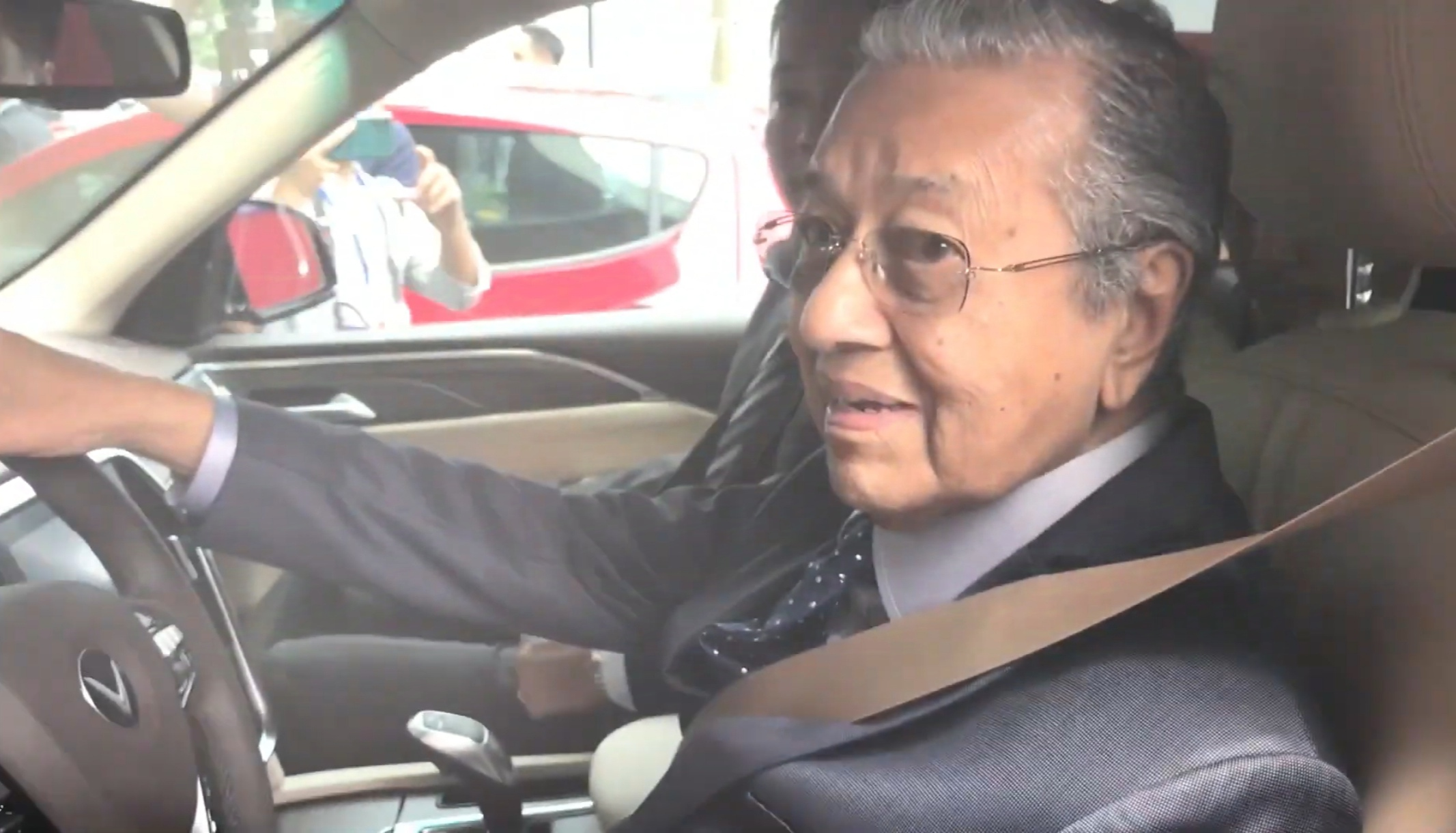
马来西亚首相马哈迪·莫哈末在越南驾车（2019年8月28日）

驾驶，指的是人类在操纵交通工具或一些机械设备时的行为，可分为机动车驾驶、船舶驾驶、列车驾驶、航空器驾驶、其它驾驶，这些一般都属于真实驾驶，可采用手动驾驶或自动驾驶的方式进行驾驶。对于通过电子系统以游戏等方式进行模拟真实驾驶情况的行为，则被称为虚拟驾驶。对于交通工具或一些机械设备的驾驶者，被称为驾驶员。对于驾驶交通工具或一些机械设备时应随身携带的证件，则被称为驾驶证。

## 机动车驾驶
对于机动车的驾驶，需要能够操纵机动车并进行有效驾驶（下称驾驶机动车）的人完成对机动车的驾驶。而驾驶机动车的人则被称为机动车驾驶员，有的国家或地区将其简称为司机。目前，机动车驾驶已经成为了现代人所应掌握的基本技能之一。对于机动车驾驶员来说，驾驶机动车时应保证是已获得了机动车驾驶证的基础上依照相关驾驶技术与有关规定在公路上进行驾驶操作。

## 船舶驾驶
对于船舶的驾驶，需要能够操纵船舶并进行有效驾驶（下称驾驶船舶）的人完成对船舶的驾驶。而驾驶船舶的人则被称为船舶类的驾驶员。对于船舶类的驾驶员来说，在驾驶船舶时应保证是已获得了船舶类的驾驶证的基础上依照相关驾驶技术与有关规定在水面上进行驾驶操作。

## 列车驾驶
- 对于列车的驾驶，需要能够操纵列车并进行有效驾驶（下称驾驶列车）的人完成对列车的驾驶。而驾驶列车的人则被称为列车驾驶员。

- 列车驾驶员的工作内容有：负责列车的驾驶工作，确保列车的驾驶安全；负责处理列车上的意外事件、突发情况。列车驾驶员在遇到突发情况时，除在列车内自行进行紧急处置外，还应及时与铁路管理部门或相关列车站联系并根据其所下达的命令进行相应的对列车有效操作以确保安全。对于列车驾驶员来说，在驾驶列车时应保证是已获得了列车驾驶证的基础上依照相关驾驶技术与有关规定在铁路上进行驾驶操作。

## 航空器驾驶
- 对于航空器的驾驶，需要能够操纵航空器并进行有效驾驶（下称驾驶航空器）的人完成对航空器的驾驶。而驾驶航空器的人则被称为航空器驾驶员，或者简称为飞行员。

- 航空器驾驶员的工作内容有：负责航空器的驾驶工作，确保航行安全；负责处理航空器上的意外事件、突发情况。航空器驾驶员在遇到突发情况时，除在航空器内自行进行紧急处置外，还应及时与地面保持联系并根据所下达的命令进行相应的对航空器有效操作以确保安全。对于航空器驾驶员来说，在驾驶航空器时应保证是已获得了航空器驾驶证的基础上依照相关驾驶技术与有关规定在国家或地区的法律法规内所限制的空中范围内进行驾驶操作。

## 其它驾驶
对于其它驾驶，如军用坦克的驾驶，其与常规的机动车的驾驶基本相同，只不过在驾驶军用坦克时有时还是要根据军队训练方式或战时的作战情况而定。

## 延伸阅读
[在维基数据编辑]